# Dead Embryonic Cells
"Dead Embryonic Cells" é o segundo single do Sepultura, e também o segundo dos tres single que foi lançado no álbum Arise. Um videoclipe para este música foi produzido e poder ser encontrado no VHS Third World Chaos, que também foi lançado em DVD como parte do Chaos DVD. O vídeo incluir filmagens da banda tocando no deserto acompanhando por imagens do álbum.
A música aparece na estação Hardcore do Liberty City em ambos Grand Theft Auto IV: The Lost and Damned e Grand Theft Auto: The Ballad of Gay Tony. a estação notavelmente incluir Max Cavalera como o DJ da rádio.